# Galerijev ukaz o toleranciji
Galerijev ukaz o toleranciji je naziv za ukaz koga je 30. svibnja 311. u Nikomediji izdao car Galerije, jedan od tetrarha tadašnjeg Rimskog Carstva, kojim je kršćanima prvi put priznata sloboda vjeroispovjesti, odnosno službeno obustavljeni njihovi progoni. Galerije je prije toga bio poznat kao jedan od najvatrenijih progonitelja kršćana te se posebno istakao u Dioklecijanovim progonima. S obzirom na to da je Galerije edikt dao nedugo prije svoje smrti, odnosno kada je bio mučen teškom bolešću, kršćanski apologeti, a posebno Laktancije, edikt su protumačili kao kršćansku pobjedu, odnosno posljedicu grižnje savjesti i straha od Božje kazne.
Medu današnjim povjesničarima prevladava mišljenje da je Galerije bio vođen prije svega političkim motivima, odnosno spoznajom da je kršćanstvo postalo previše snažno, pogotovo u bogatim istočnim pokrajinama pod njegovom vlašću, te da bi podrška ili barem neutralan stav kršćana, mogao biti koristan u eventualnim obračunu s drugim vladarima tetrarhije. U svakom slučaju, Galerije svojim ediktom kršćanima nije dao povlašten položaj, nego im tek omogućio vođenje obreda u svojim kućama i crkvama „pod uvjetom da ne krše javni mir”, izjednačivši ih tako sa Židovima. 
Edikt, međutim, nije zaživio. Galerijev nasljednik Maksimin Daja ga je odmah opozvao i ponovno otpočeo progone, koji će biti obustavljeni Milanskim ediktom 313.

## Vanjske poveznice
- Tekst edikta  Arhivirana inačica izvorne stranice od 14. kolovoza 2014. (Wayback Machine) na stranicama Sveučilišta Fordham